# Ложкин, Кузьма Алексеевич
Кузьма́ Алексе́евич Ло́жкин (4 [17] октября 1909, Заречная Медла, Вятская губерния — 1 января 1981, Ижевск) — удмуртский советский театральный актёр и режиссёр, театральный деятель, народный артист РСФСР.

## Биография
Кузьма Алексеевич Ложкин родился 4 (17) октября 1909 года в деревне Заречная Медла Сарапульского уезда Вятской губернии (ныне — село в Дебёсском районе Удмуртии). Отец погиб на фронтах Первой мировой войны, мать сильно болела и двух её младших детей отправили в детский дом сначала в Вахрино, затем в Дебёсы. Здесь он начал заниматься в художественной самодеятельности.
В 1923—1928 году учился в Удмуртском педагогическом техникуме и занимался в драматическом и хоровом кружках при Центральном удмуртском клубе, где познакомился с будущим драматургом И. Г. Гавриловым. В 1928—1932 годах учился на режиссёрском отделении ЦЕТЕТИСа (класс Б. Е. Захавы).
Ещё будучи студентом ЦЕТЕТИСа, участвовал в постановке первого спектакля «Река Вала шумит» И. Г. Гаврилова первого профессионального Удмуртского национального театра в Ижевске. С 1932 года был художественным руководителем театра. Служил актёром и режиссёром. За 40 лет сыграл более 200 ролей, поставил 42 спектакля, пел удмуртские народные песни «Яратон» («Любовь»), «Тулыс суй» («Весенняя ночь»), «Арама кузя» («Вдоль рощи») и др.
Умер 1 января 1981 года.

## Работы в театре

### Актёр
- «Старый Мултан» М. Петрова — Самсон
- «Азин» И. Гаврилова — Азин
- «Аннок» И. Гаврилова — Роман
- «Иго содрогается» М. Петрова — Олеша
- «Свадьба» В. Садовникова — Юрмег
- «Ревизор» Н. Гоголя — Хлестаков
- «Бедность не порок» А. Островского — Любим Торцов
- «Слуга двух господ» К. Гольдони — Труффальдино
- «Гроза» А. Островского — Тихон
- «Любушка» Г. Корепанова-Камского — Пискалов
- «Свадьба в Малиновке» Б. Александрова — Ничипор
- «Наталь» Г. Корепанова — Булда
- «Севастопольский вальс» К. Листова — боцман Гарбуз
- «Поцелуй Чаниты» Ю. Милютина — Кальвадос
- «Свирель» Г. Корепанова-Камского — Ятсаз

### Режиссёр
- 1931 — «Река Вала шумит» И. Гаврилова
- 1932 — «Ревизор» Н. Гоголя
- 1935 — «Слуга двух господ» К. Гольдони
- 1936 — «Сквозь огонь»
- 1936 — «Огненное моление» В. Садовникова
- 1937 — «Камит Усманов» И. Гаврилова
- 1939 — «Как закалялась сталь» Н. Островского
- 1939 — «Италмас» М. Петрова
- 1943 — «Русские люди» К. Симонова
- 1952 — «На крутом берегу» В. Садовникова
- 1961 — «Если нет любви» С. Широбокова
- «Старый Мултан» М. П. Петрова
- «Волнуется синее море» В. Садовникова и М. Тронина
- «Весенние дни» И. Гаврилова

## Награды и премии
- заслуженный артист РСФСР (2 ноября 1940)[4].
- Заслуженный деятель искусств Удмуртской АССР (1952)[1].
- народный артист РСФСР (1958)[1].
- орден «Знак Почёта» (1946)[2].
- орден Трудового Красного Знамени (1958)[2].

## Память
- Памятник-стела с барельефом в родной деревне Заречная Медла перед среднеобразовательной школой имени Кузьмы Алексеевича Ложкина (2009, к 100-летию актёра и арежиссёра)[2][5].
- Улица в селе Дебёсы.
- Именная звезда на территории детской школы искусств в селе Дебёсы[6].